# Euphorbia taifensis
Euphorbia taifensis är en törelväxtart som beskrevs av A.-A. Fayed och Al-zahrani. Euphorbia taifensis ingår i släktet törlar, och familjen törelväxter.
Artens utbredningsområde är Saudiarabien. Inga underarter finns listade i Catalogue of Life.